# 野口元夫
野口 元夫（のぐち もとお、1906年8月18日 - 1991年4月10日）は、日本の俳優、実業家、寿司研究家。本名は吉野 曻雄（よしの ますお）。旧芸名は野口 元雄。
東京都中央区日本橋出身。劇団演技座、劇団たんぽぽ、劇団薔薇座を経て、サンプロモーション、エヌ・エー・シーなどに所属していた。

## 来歴・人物
1879年から続く老舗寿司「吉野鮨」の跡継ぎとして生まれ、同店で修業し、2代目の死去後に3代目店主となる。
その一方で俳優としても放映開始直後のテレビドラマや映画に数多く出演した。
中でもNHKドラマ『事件記者』で演じた山本部長刑事役で人気を博し、中年期以降は肥満体となり、その容貌を生かし、市井の人や黒幕的な役を演じていた。
すし研究家としての著書(本名名義)を多数執筆、また関連本の監修者としても活躍していた。
テレビなどのマスコミ関係のインタビューでは、芸能史関係の際は芸名で、また、経営者、研究家としては本名で出演していた。
俳優としての活動も晩年まで続け継続して東京日本橋にある実家が経営する「吉野鮨本店」の3代目会長を務めていた。
1991年4月10日、心不全のため、死去。84歳没。

## 出演作品

### テレビドラマ
- 月光仮面 第2部「バラダイ王国の秘宝」第1話「姿なき殺人」（1958年） - シャバナン殿下
- 新大岡政談 第30話 - 第32話「恋路夜深川」（1959年）
- 赤穂浪士（1959年）
- 日曜大法廷 第2話「切られ与三郎恐喝事件」（1959年）
- 尺八乞食（1959年）
- 豹の眼（1959年 - 1960年） - 船長
- 不道徳教育講座 第20話「人の恩は忘れるべし」（1960年）
- 快傑ハリマオ 第2部「ソロ河の逆襲」（1960年） - オコン酋長
- 事件記者 第52話「記者たまり所」（1960年） - 山本部長刑事
- 米百俵（1961年）
- 人生の四季（1961年）
- 隠密剣士
  - 第1部 第5話「鬼菱の砦」（1962年） - 渡島屋
  - 第3部 第1話「伊賀隠形陣」（1963年） - 大久保石見守
  - 第4部 第2話「おぼろの忍者」（1963年） - 榊原
- 大河ドラマ
  - 花の生涯（1963年） - 渡辺崋山
  - 元禄太平記（1975年） - 政五郎
  - 花神 第48話「決戦前夜」、第49話「彰義隊」（1977年） - 須原屋
- 第7の男 第9話「湖上にかける橋」（1964年）
- 悪の紋章（1965年）
- 特別機動捜査隊
  - 第175話「雛まつり」（1965年）
  - 第477話「指名手配」（1970年）
  - 第671話「リルのすべて」（1974年）
- 青春とはなんだ（1965年 - 1966年） - 父親
- 丹下左膳 第25話（1966年） - 八戒和尚
- 土曜日の虎 第2話（1966年）
- 大岡政談 池田大助捕物帳 第22話（1966年）
- 泣いてたまるか 第54話「先生、泣いてたまるか」（1967年）
- 挑戦者 続・ある勇気の記録（1967年）
- コメットさん
  - 第11話「ふしぎなふしぎな女の子」（1967年） - 紳士
  - 第50話「アリの国探検旅行」（1968年） - 菓子屋の主人
  - 第72話「僕は挑戦者」（1968年） - 社長
- 風 第26話「無法の宿場」（1968年）
- マイティジャック 第10話「爆破指令」（1968年） - 黒崎警察署署長
- 昔三九郎 第5話「鼠小僧御用」（1968年）
- さむらい（1968年）
- バンパイヤ 第2話「ロックの罠」（1968年)
- 五人の野武士 第7話「誇り高き男たち」（1968年）
- 進め!青春（1968年）
- 東京コンバット 第29話「その女を殺せ」（1969年）
- フジ三太郎 第16話「となりはとなり」（1969年）
- 24才 その6（1969年）
- 青空にとび出せ! 第24話「ヒットラー、お前は誰だ?!」（1969年）
- 夫よ男よ強くなれ 第5話「南々西に行くのよ!」（1969年）
- 天を斬る 第15話「旅の終りの女」（1970年）
- 鬼平犯科帳
  - 第1シリーズ
    - 第18話「市松小僧始末」（1970年）- 重右衛門
    - 第53話「おせん」（1970年） - 福田屋庄助

  - 第2シリーズ 第20話「裏道の男たち」（1972年） - 音羽の半右衛門（初代）
- 男は度胸（1970年 - 1971年） - 山村長太夫
- プレイガール
  - 第80話「女をひと皮むいたとき」（1970年）
  - 第86話「ミステリー 生きていた花嫁」（1970年）
  - 第89話「傷つけながら愛しあい」（1970年）
  - 第124話「怪談喜劇 女、乗せない戦車なら」（1971年）
  - 第161話「真夜中の技くらべ」（1972年）
  - 第174話「怪談 あの世から来た三度笠」（1972年）
  - 第248話「女の腹芸」（1973年）
- 水戸黄門
  - 第1部 第15話「叱られた黄門さま -山形-」（1971年） - 玉井与兵衛
  - 第3部 第21話「母恋巡礼」（1972年） - 新田屋仙左衛門
  - 第4部 第12話「なまはげ様のお通りだ! -秋田-」（1973年） - 浪速屋六左衛門
  - 第5部 第22話「八兵衛女難 -福岡-」（1974年） - 太田屋伝兵衛
  - 第11部（1980年） - 最上屋重兵衛
    - 第1話「密命おびた逃亡者 -水戸-」
    - 第6話「奇祭 化け物まつりの対決 -鶴岡-」

  - 第12部（1981年）
    - 第5話「名月木曽節仁義 -木曽福島-」 - 駒ヶ根屋
    - 第15話「娘意気地の生一本 - 柳井-」 - 小松屋増蔵

  - 第13部 第7話「うなぎ屋 義侠の恩返し -浜松-」（1982年） - 鳴海屋伝蔵
  - 第14部 第14話「鬼と呼ばれた黄門様 -本庄」（1984年） - 岩木屋与兵衛
- 旗本退屈男 第22話（1971年）
- 人形佐七捕物帳 第2話「謎の銀かんざし」（1971年） - 住職
- 大岡越前
  - 第2部 第25話「おとし穴」（1971年） - 豊前屋
  - 第6部 第1話「大岡越前」（1982年） - 松浦屋長兵衛
  - 第7部 第27話「将軍暗殺危機一髪」（1983年） - 武蔵屋総兵衛
- 青空浪人〜浪人市場より〜（1971年）
- 軍兵衛目安箱 第7話「十三両の金」（1971年） - 蔵前屋
- おらんだ左近事件帖 第8話「生きろ! 左平次」（1971年）
- 遠山の金さん捕物帳 第89話「喧嘩を仕組んだ男」（1972年、NETテレビ） - 下総屋
- すし屋のケンちゃん 第47話「ポケットザルの落し物」（1972年） -サルの飼い主
- 荒野の素浪人 第1シリーズ 第9話「脱出 死を呼ぶ谷」（1972年）
- シルバー仮面ジャイアント 第15話「怪奇宇宙菩薩」（1972年） - 和尚
- 気になる嫁さん 第29話「二人だけの秘密」（1972年）
- 泣くな青春（1972年）
- 太陽にほえろ!
  - 第2話「時限爆弾街に消える」、第4話「プールサイドに黒いバラ」（1972年） - 七曲署署長（初代）
  - 第49話「そのとき、時計は止まった」（1973年） - 会社重役風の男
  - 第137話「ありがとう、テキサス坊や」（1975年） - 竜神会組長
  - 第257話「山男」（1977年） - 柿本健蔵
  - 第471話「山さんに任せろ!」（1981年） - 江尻
- 世なおし奉行 第26話「無法の町」（1972年）
- 荒野の用心棒 第19話「女囚は残酷の沼に沈んで…」（1973年） - 佐貫屋
- 愛の戦士レインボーマン（1973年） - 大臣 
  - 第20話「M作戦をぶっ飛ばせ!!」
  - 第22話「一億人を救え!!」
  - 第39話「首都東京最後の日」
- ウルトラマンタロウ 第1話「ウルトラの母は太陽のように」（1973年） - 東京湾精油所責任者 ※ノンクレジット
- へんしん!ポンポコ玉（1973年） - 園長
- 素浪人 天下太平 第12話「白い月夜の悪い夢」（1973年） - 阿野の政造
- 剣客商売 第14話「三冬の女ごころ」（1973年） - 秋田屋
- 流星人間ゾーン 第22話「逆襲! スーパージキロを倒せ」（1973年） - タンカー図師丸船長 ※野口えまと誤記
- ダイヤモンド・アイ 第3話「ハリケーン作戦準備完了!」（1973年） - 竜神一郎
- 必殺仕掛人 第28話「地獄へ送れ狂った血」（1973年） - 田中屋久兵衛
- ザ・ボディガード 第3話「哀しみの白い雨傘」（1974年）
- 大江戸捜査網
  - 第123話「人斬り稼業に明日はない」（1974年） - 三国屋
  - 第137話「恐怖の脱出作戦」（1974年） - 天竺屋
  - 第179話「狙われた密会」（1975年） - 大和屋
  - 第188話「怪盗お役者変化」（1975年） - 花川戸の寅蔵
  - 第222話「仕掛けられた前科者」（1975年） - 伊豆屋万助
  - 第238話「万引姫大奮戦」（1976年） - 上総屋
  - 第380話「殺しを呼ぶひつじ年の娘」（1979年） - 和尚
- 浮世絵 女ねずみ小僧 第3シリーズ 第6話「おぼろ月夜の女」（1974年）
- 銭形平次
  - 第184話「武家の世の中」（1969年） - 良伯
  - 第270話「女湯の十手」（1971年） - 台場の辰三郎
  - 第356話「巳之𠮷いのち」（1973年） - 八百万宗右ヱ門
  - 第401話「往くも還るも地獄道」（1974年） - 篠原主水介
- ご存知遠山の金さん 第15話「お町は見た」（1974年） - 加賀屋
- 花王 愛の劇場 / 放浪記 第11話、第13話、第14話（1974年）
- 特捜記者 犯罪を追え 第5話（1974年）
- 非情のライセンス 第2シリーズ
  - 第24話「兇悪の献身」（1975年） - 植松
  - 第43話「兇悪の密室」（1975年） - 五十嵐泰造
  - 第85話「兇悪の刑事」（1976年） - 戸浦
  - 第119話「善玉」（1977年） - 郷津
- 鬼平犯科帳 第25話「鯉肝のお里」(1975年)
- あなただけ今晩は 第8話（1975年）
- 破れ傘刀舟悪人狩り
  - 第37話「傷だらけの烙印」（1975年）
  - 第93話「大江戸の黒い霧」(1976年) - 渡海屋
- 江戸を斬る
  - 江戸を斬るII 第13話「鱈に当たって死んだ奴」（1976年） - 遠州屋三右衛門
  - 江戸を斬るVI 第21話「十手で物言う悪い奴」（1981年） - 錢高屋伝兵衛
- 江戸の旋風II 第1話「男の約束」（1976年）
- 遠山の金さん第1シリーズ第50話「血染めの姉妹簪」（1976年、NET/東映） - 越後屋 長兵衛
- 隠し目付参上 第19話「きらめく潮に海女は濡れたか」（1976年）
- 菜の花の女（1977年） - 木内伝兵衛
- 華麗なる刑事 第4話「標的は俺だ」（1977年）
- あにき 第1話（1977年） - 酒井
- 土曜グランド劇場 / オレの愛妻物語 第9話（1978年） - 神山社長
- 透明ドリちゃん 第6話「泣くな! コロッケ」（1978年） - おかめ屋の爺さん
- スパイダーマン 第13話「ドクロ団対悪魔の霊柩車」（1978年） - 天野（写真家）
- 大空港 （CX / 松竹）
  - 第13話「暗殺指令」（1978年） - 太田黒
  - 第29話「戦慄!空港VIP室占拠事件」（1979年)　- 大曲代議士
  - 第70話「国際強盗団潜入 五億円の名画を追え!」（1980年)　- 山口財閥総帥
- 特捜最前線
  - 第86話「死んだ男の赤トンボ!」（1978年）
  - 第100話「レイプ・十七歳の記録!」（1979年）
  - 第107話「射殺魔・1000万の笑顔を砕け!」（1979年）
  - 第230話「ストリップ・スキャンダル!」（1981年）
  - 第288話「永吉と呼ばれた19歳!」（1982年）
  - 第300話「鏡の中の女!」（1983年） - 堂本専蔵
- 風鈴捕物帳 第10話「恨みの吹き矢」（1979年） - 大島屋伝兵衛
- 吉宗評判記 暴れん坊将軍
  - 第48話「極楽風呂に地獄を見た」（1979年） - 掘田山城守
  - 第116話「死んで花実の咲いたやつ」（1980年） - 川勝甲斐守
  - 第178話「土俵に賭けた舞扇」（1981年） - 浦川親方
- 雲霧仁左衛門 第1話「初夜に賭ける凄い奴ら」（1979年）
- 七人の刑事 第3シーズン 第58話「花嫁が消えた」（1979年）
- ザ・スーパーガール
  - 第23話「暴力の街に女体を賭けろ」（1979年）  - 大門建設社長(大門組組長)・大門
  - 第42話「一夜妻 想い出の愛に燃えて」（1980年）
- 江戸の牙 第25話「瓦版 醜聞を追え!」（1980年）
- 大激闘マッドポリス'80 第13話「スカイライダー大作戦」（1980年） - 竹田俊作
- ミラクルガール 第18話「水着美女・湖上の決戦」（1979年、12ch / 東映） - 帝都大学理事長
- 桃太郎侍 第197話「売れ残り志願」（1980年）  - 和泉屋徳右衛門
- ザ・ハングマンシリーズ
  - ザ・ハングマン 燃える事件簿 第2話「その命 五千万」（1980年） - 権藤正二郎（総会屋）
  - ザ・ハングマンII 第2話「女王がなめた苦い水」（1982年） - 山野栄一（元副首相）
- 水曜劇場 / 二百三高地 愛は死にますか（1981年） - 大山巌
- 西部警察 第98話「ショットガン・フォーメーション」（1981年）- 荻原三郎（民友党国会議員）
- 立花登・青春手控え 第5話「花一輪」（1982年）
- 松平右近事件帳 第9話「ほおずきを噛む女」（1982年） - 播磨屋徳兵衛
- 火曜サスペンス劇場 / 誘拐ツアー（1982年）
- 刑事ヨロシク 第10話「893だよ全員集合」（1982年）
- 宇宙刑事シャリバン 第41話「不死鳥よ! 逆噴射の幻夢界へ舞いもどれ」（1983年） - 地下鉄公団理事長
- 長七郎江戸日記 第1シリーズ 第17話「はぐれ千鳥」（1984年） - 相模屋五兵衛
- 意地悪ばあさん GO!GO!!ハワイの巻（1984年）
- 勝手に!カミタマン 第41話「神様は太りすぎ?」（1986年） - 医師

### 映画
- 新・事件記者 大都会の罠（1966年） - 山本部長刑事
- 新・事件記者 殺意の丘（1966年） - 山本部長刑事
- 代紋 地獄の盃（1969年） - 田村利三郎
- 昇り竜やわ肌開帳（1969年） - 田丸
- 喧嘩博徒 地獄の花道（1969年） - 観音寺
- 湯けむり110番 いるかの大将（1972年） - 村越
- 日本侠花伝（1973年） - 柴山倉庫社長
- けんか空手 極真拳（1975年）
- 爆発!  750cc族（1976年） - 光次の父親
- 皇帝のいない八月（1978年） - 国務大臣
- 真田幸村の謀略（1979年） - 織田有楽斉
- 動乱（1980年） - 蔵相
- 二百三高地（1980年） - 大山巌
- 小説吉田学校（1983年）
- タンポポ（1985年） - 専務
- 白い野望（1986年） - 松下陽平
- マルサの女2（1988年） - 商社の会長
- あげまん（1990年） - 政治家 ※遺作

## 著書
- 鮓・鮨・すし - すしの事典（1990年、旭屋出版）ISBN 9784751100387 ※「吉野曻雄」名義
- 偲ぶ 与兵衛の鮓 : 家庭「鮓のつけかた」（1989年）※「吉野マス雄」名義

編集協力
- 末広恭雄著 「すしの魚」（1975年、平凡社カラー新書）※「吉野曻雄」名義、インタビュー・コラム有